# Rei (创作歌手)
Rei（レイ、1993年2月5日 - ），日本创作歌手、吉他手。

## 履历
生于兵库县伊丹市。2岁时在法国居住一年后归国，在这之后于美国度过了小学低学年。四岁时于纽约开始学习古典吉他。虽然在学校时是在所属的大乐团弹奏电吉他，但她在那里首次接触到了以Duke Ellington等人为代表的爵士乐和布鲁斯音乐。归国后在大阪的国际学校就学。虽然以成为专业古典吉他手为目标，但10岁时受小学同学邀请组建了摇滚乐队，翻唱披头士曲子的同时也开始演奏原创曲目。在组建乐队的同时加入了大阪的布鲁斯社团，开始“以课外活动的形式”进行弹唱。在神户的音乐学校学习后，于17岁时与Sony Music Artists签约、以此为契机上京。
2014年
于当年夏天委托长冈亮介担当制作人，开始制作专辑。长冈亮介选择作为音乐人而不是制作人参与其中，并互相讨论、一起创作了这张专辑。
于10月开始发售Live会场限定的第一张迷你专辑「BLU」。
2015年
2月4日「BLU」在全国进行发售。
夏天参演了「FUJI ROCK FESTIVAL '15」、「RISING SUN ROCK FESTIVAL 2015」、「Peter Barakan's Live Magic」等大型音乐节。在「中津川 THE SOLAR BUDOKAN」中，与堂珍嘉邦、高野宽和佐藤タイジ组建临时乐队。
11月4日发售了、发行第二张自制迷你专辑「UNO」。整张专辑的作词作曲、编曲、制作全部独自负责，除了担任鼓手的HAZE和工程师之外，其他的演奏均由Rei独自一人在家制作。
2016年
3月出演了于印度尼西亚雅加达举办的爵士音乐节「Java Jazz Festival 2016」、于美国德克萨斯州奥斯丁举办的「SXSW Music Festival 2016」和于纽约的「Japan Society」。
8月在参加「RISING SUN ROCK FESTIVAL 2016」时受到中村达也的亲自邀请，迅速与中村和KenKen的SPEEDER-X组队。
9月21日发行了作为三部曲最终章的迷你专辑「ORB」。与前作不同，这张专辑邀请了多位音乐人参与，并充分利用了许多原声乐器进行制作。
2017年
于3月22日发行的ペトロールズ（PETROLZ）の致敬专辑『WHERE, WHO, WHAT IS PETROLZ?』中、与LOVE PSYCHEDELICO的NAOKI和THE BAWDIES的ROY一起以每个人的名字首字母R'N'R为组合名参与了制作。
于7月出演了在法国贝尔福で举办的摇滚乐音乐节「Les Eurockéennes」。
于10月在纽约举办的TED中，作为首位日本艺术家登上舞台表演 。
2018年
7月13日，与自己的唱片公司Reiny Records一起转移到环球音乐（日本）旗下，并宣布自己的经纪公司为Reiny Records。
11月7日发行了第一张专辑「REI」。
2020年
11月25日发行了第二张专辑「HONEY」。
2021年
2月26日，第一张专辑「REI」的"International Edition"由环球音乐（日本）旗下的Verve Forecast向全世界发行。
10月15日，开启了将各位音乐伙伴之间的连结具现化的、名为「QUILT」的合作专辑企划，与藤原樱共同创作的单曲「Smile! with 藤原さくら」作为第一弹在流媒体进行发行。

## 人物
原本的志向是成为一名古典吉他演奏家，但通过乐队活动作为主唱创作和演唱歌曲，对以歌唱为中心的音乐产生了兴趣，并开始以成为创作歌手为目标。
在电视节目上看到了演奏吉他的女性后，自己也想亲自演奏。在那之后买了吉他，并在当地的音乐学校进行学习。
对布鲁斯音乐感兴趣的契机是在归国后应同级生之邀组建了自己的第一支三人乐队，并开始翻唱60年代的摇滚乐。与之前熟悉的古典乐不同，她感受到了不拘泥于谱面的即兴音乐的有趣之处，从Eric Patrick Clapton到Cream band再到Robert Leroy Johnson的追本溯源，从摇滚乐变迁到布鲁斯音乐。起初进行乐曲制作时还在家里录制和表演原创歌曲。
除了音乐之外对汽车也抱有兴趣，有收集汽车模型的爱好。与喜欢音乐相同，挚爱那些简单明了的事物，喜欢造型和设计都十分精美的60年代产日本国产轻型卡车。
痴迷于真空管，不仅吉他功放全部使用真空管，同时也收集着真空管。
虽说特长是英语、但因为在小学四年级以前都不能流畅地说日语而感到非常自卑。但当得知自己可以通过布鲁斯音乐和吉他与初次见面的人沟通和连结时产生了一种被拯救感。
擅长剪纸插画，专辑的插图和主页设计均由自己完成。
痴迷于底片相机，为有过交流的作为经纪公司前辈的Base Ball Bear的专辑「シリーズ“三十一”」拍摄过写真。

## 音乐性
受到了布鲁斯音乐和古典音乐等古老音乐的影响。但她认为仅仅简单地复制是无意义的，更想要继承和传达自身觉得优秀的元素。从十几岁的时候开始就因自身年轻女性的身份演奏布鲁斯音乐而被质疑“到底是否是在真正理解音乐的历史和背景的情况下才进行演唱的？”。但因能说英语而持有理解了布鲁斯音乐的意义才进行演唱的自负，想要消除大众对布鲁斯音乐“只是描述受到压迫的黑人的歌曲”的刻板印象。
喜欢的音乐家类型广泛。喜欢的布鲁斯音乐人有Jonny Winter、Blind Blake、J. B. Lenoir、Blind Lemon Jefferson、James Cotton、Hot Tuna、Big Bill Broonzy、新灵魂乐乐的迷样乐团（Hiatus Kaiyote）。古典乐则喜欢Juan Leovigildo Brouwer Mezquida。流行乐领域中喜欢的音乐人有Jeff Lang、Beck Hansen、Tune-Yards、ペトロールズ（PETROLZ）等。自己也曾说过想要成为接近“BECK那样自己的名字就是风格的人”这样的存在。
身为吉他手则深刻受到了Jonny Winter用电吉他演奏的布鲁斯吉他的影响。以及ペトロールズ（PETROLZ）的长冈亮介、忧歌团的内田勘太郎、Derek Trucks、Brian Setzer、Ry Cooder等人。
虽说歌词以英语为主体，但日语歌词创作则受到了阿久悠、山崎将义、松任谷由实等人的影响。回到日本后也曾有一段时间只听西方音乐，考虑在海外出道。但是那时为了提高日语水平开始阅读上述邦乐歌手的歌词，并萌生了想要用日语唱歌的想法，并以在日本出道为目标。
关于日本文化对自身的影响，她表示“我眼中的this is japan，即是极简主义。想要以简单的‘一色’‘一音’‘一言’来表现这个广阔的世界”。
另外还受到了披头士的《Sgt. Pepper's Lonely Hearts Club Band》、The Who（谁人乐队）的《Quadrophenia》、Yes的《Fragile》这样有叙事性或概念性的专辑的影响。

## 表演
现场经常以单人弹唱形式进行表演、通常使用指弹和拇指拨片进行吉他演奏。
演奏原声吉他时也会像弹奏电吉他时那样使用踏板或吉他功放进行发声。录制时也会使用钢棒吉他、电贝司、键盘等进行演奏。在现场演奏原创曲目时，会加入使用滑音棒的滑音奏法等大胆自由的演奏方式，形成与原曲大为不同的编曲。

## 评价
曾与其共同制作第一张专辑BLU的长冈亮介如此评价道：以那样瘦小的身躯，却能在古典音乐、现代音乐和自己自身的音乐间来回穿梭。与其共同出演广播节目的Peter Barakan如此评价道：这种节奏感和力量感到底是从何而来？。

## 使用乐器

### 吉他
- Gibson LG-2（56年制）
- Fender Duo-Sonic II（66年制）
- Gibson ES-225

等

## 发行专辑

### 流媒体配信单曲
| 发售日         | 曲名                                                            | 唱片公司                                |
| -------------- | --------------------------------------------------------------- | --------------------------------------- |
| 2018年9月5日   | LAZY LOSER                                                      | Reiny Records/UNIVERSAL MUSIC           |
| 2019年9月18日  | Territory Blues                                                 | Universal Classics&Jazz/UNIVERSAL MUSIC |
| 2020年4月3日   | What Do You Want?                                               | Universal Classics&Jazz/UNIVERSAL MUSIC |
| 2021年4月14日  | Categorizing Me (Intl. version) / Rei&Naz                       | UNIVERSAL MUSIC                         |
| 2021年4月26日  | Lonely Dance Club (Intl. version) / Rei&SOIL&amp;"PIMP"SESSIONS | UNIVERSAL MUSIC                         |
| 2021年10月15日 | Smile! / Rei&藤原さくら                                         | UNIVERSAL MUSIC                         |
| 2021年12月10日 | Don’t Mind Baby / Rei&長岡亮介                                  | UNIVERSAL MUSIC                         |
| 2022年2月18日  | ぎゅ / Rei&細野晴臣                                             | Universal Classics&Jazz/UNIVERSAL MUSIC |

### 参加作品
- 蜜 「ジャンビーノ」（2015年、收录于「剥き出しの実録」 -吉他
- Tokyo Ska Paradise Orchestra「Black Banana」「my mama」（2016年、收录于「トーキョースカジャンボリーvol.6/2016.8.6」 -主唱・吉他）
- CHARAN-PO-RANTAN 「夢ばっかり」（2017年、收录于『トリトメナシ』） - 编曲・吉他・和声
- 片平里菜 「サムライソウル」（2017年、收录于「ウルフルズTribute 〜Best of Girl Friends〜」） - 吉他
- 関取花 「もしも僕に」「平凡な日々」（2017年、收录于「君によく似た人がいる」） - 吉他
- 致敬曲「表現」（2017年、收录于「WHERE, WHO, WHAT IS PETROLZ?」） - ボーカル・ギター、以R'N'R（(Rei+NAOKI+ROY)）名义推出 - 主唱・吉他
- かせきさいだぁ「常夏ココナッツ」（2017年、收录于「ONIGIRI UNIVERSITY」 -吉他・和声）
- DJ味增汤与MC米饭「エプロンボーイ」（2018年、收录于「エプロンボーイのさしすせそ」 -吉他）
- 冨田恵一「POOLSIDEDELIC」（2018年、收录于「M-P-C」 -吉他・主唱）
- マテリアルクラブ收录于「Amber Lies」（2018年、「マテリアルクラブ」 -英文歌词监修）
- PlayStation 4 Lineup Music Video「PLAY IN DA HOUSE」（2019年、Web公开 -吉他・主唱）[19]
- 土岐麻子「美しい顔」「That Summer」（2019年、收录于「Passion Blue」 -英文歌词监修）
- Schroeder-Headz「Northern Lights」（2019年、收录于「GUEST SUITE」 -作词・主唱・吉他）
- 奥田民生「ホッカイカンタビレ」（2019年、收录于「Rising Sun OT Festival 2000-2019」 -主唱・吉他）
- 細野晴臣「Pistol Packin’ Mama」「Rei Medley」（2019年、收录于「HOSONO HARUOMI 50th Special Concert」 -主唱・吉他）
- iri「Freaking」（2019年、收录于「Sparkle」 -吉他）
- Various Artists「Jumpin’ Jack Jive」（2021年、收录于「What a Wonderful World with Original Love?」 -主唱・吉他、与齐藤和义共演）
- a flood of circle「I’m Alive」（2021年、收录于「GIFT ROCKS」 -作词・作曲・吉他・和声）
- 粗品「乱数調整のリバースシンデレラ」（2021年、单曲流媒体配信-吉他）
- 粗品「大好きな太鼓の音」（2021年、单曲流媒体配信-吉他）
- Liyuu「BLUE ROSE」（2022年、收录于「Fo(u)r YuU」 -作词・作曲・吉他）
- RHYMESTER （页面存档备份，存于）「My Runway feat.Rei」（2023年、收录于「Open The Window」 -作词・作曲・吉他）

## 影视或广告主题曲
| 曲名                         | タイアップ                                            | 収録作品    |
| ---------------------------- | ----------------------------------------------------- | ----------- |
| Long Way to Go               | 「三越伊势丹活动：这是我的this is japan」             | BLU         |
| POTATO                       | NHK-FM「MUSIC LINE」2015年10・11月度开场曲・主题曲    | UNO         |
| COCOA                        | MUSEE PLATINUM 2017年度广告曲                         | ORB         |
| Moshi Moshi                  | BS12「恋上夏威夷2」2017年度开场曲・主题曲             | CRY         |
| New Days                     | 神户・甲阳音乐＆舞蹈专门学校 2018年度广告曲           | FLY         |
| Silver Shoes                 | COUNT DOWN TV2018年11月开场曲・主题曲                 | REI         |
| Territory Blues              | 哈雷摩托车『FREEDOM PROMISE』2020年度电视・广播广告曲 | SEVEN       |
| Tumblin' / Lonely Dance Club | 『有点心机又如何？』（朝日电视台）开场曲・主题曲      | CRY / HONEY |
| UR Goin’                     | 理光株式会社「工作方式革命 现场篇」广告曲             | SEVEN       |
| What Do You Want?            | 「学校法人日本教育财团」2020年度广告曲                | HONEY       |
| CHOTTO CHOTTO with CHAI      | TOKYO MX 「晃君」主题歌                               | QUILT       |
| Smile！with 藤原さくら       | 电影「上吧！门球樱花组」主题歌                        | QUILT       |

## 出演

### 广播
- MUSIC APPLE –Rei edition- “Rei的CReiZY RADIO”（2017年 - 2018年、兵库FM放送）[21]
- GIFU JAM Rei Times（2020年、FM岐阜）※仅于12月参演[22]。
- E∞Ｔracks Selection “Rei的吉他广播"（2021年 - 、FM大阪）[23]

### 电视剧
- 2016年12月15日 -「MBS SONG TOWN」 每日放送 共演：山崎将义
- 2017年2月27日 -「Takanori Music Revolution」 富士电视台NEXT 主持人：西川贵教
- 2017年7月1日 -「BANANA ZERO MUSIC」 NHK综合频道
- 2017年9月17日 -「NAOMI的房间」 NHK综合频道
- 2019年1月19日 -「J-MELO」 NHK World-Japan TV
- 2019年3月31日 -「关JAM 完全燃SHOW」 朝日电视台
- 2020年3月29日 -「the Covers」 NHK-BS
- 2020年12月25日 -「MUSIC STATION ULTRA SUPER LIVE 2020」 朝日电视台
- 2022年1月23日 -「关JAM 完全燃SHOW关JAM 完全燃SHOW」 朝日电视台
- 2022年2月10日 -「CLASSIC TV "与Rei一起的布鲁斯＆古典吉他"」 NHK教育频道
- 2022年7月22日-「塔摩利俱乐部」1908回 朝日电视台
- 2023年2月10日-「塔摩利俱乐部」1932回 朝日电视台

## 连载刊物
- 吉他・杂志 - 于专栏「Rei's Reiny Monday」连载（2016年3月号～）
- Player - 于专栏「Rei’s Maple Leaf Rag」连载（2020年2月号～）
- Mikiki - 于专栏「Rei’s Repeat Repeat」连载（2021年5月～）

## 获奖・提名履历
- Queens College Cultural Heritage Competition 1999 审查员奖
- 第3回大阪国际音乐竞赛 少儿组 金奖
- 第36回日本吉他竞赛 高中生组 金奖
- Sony Music Artists 举办 第1回KOTOBINI・Audition 决赛入围
- 「UNO」 - 音乐封面大赏2016　提名
- 2020 MTV EMA best・vocal・act赏　提名
- Forbes JAPAN “Forbes JAPAN UNDER 30” 获奖

## 脚注